# 德雷尔一家
德雷尔一家（英文名The Durrells），是一部 26 集的英国系列喜剧电视剧，剧情改编自原作的三本自传，讲述了他的家人在希腊科孚岛上的四年（1935-1939）发生的故事。

## 剧情
剧情始于1935 年，当时女主人路易斯突然宣布她和她的四个孩子将从伯恩茅斯搬到希腊的科孚岛。
她的丈夫几年前去世了，家庭正面临经济问题。随着家庭适应岛上的生活和资金短缺，一场斗争随之而来。
尽管缺乏电力和现代污水处理系统，科孚岛被证明是一个廉价的人间天堂。